# Denopamin
Denopamin je kardiotonični lek koji deluje kao agonist beta-1 adrenergičkog receptora. On se koristi u lečenju angine i potencionalno može da nađe primenu u tretmanu zatajenja srca i čišćenja edama pluća.